# Bernardo Lauri
Bernardo Lauri (falecido a 12 de março de 1516) foi um prelado católico romano que serviu como bispo de Policastro (1504–1516).

## Biografia
No dia 22 de Abril de 1504, Bernardo Lauri foi nomeado pelo Papa Júlio II como Bispo de Policastro. A 2 de Fevereiro de 1505, foi consagrado bispo. Serviu como Bispo de Policastro até à sua morte a 12 de Março de 1516.